# Тејлор (Арканзас)
Тејлор (енгл. Taylor) град је у америчкој савезној држави Арканзас.

## Демографија
По попису из 2010. године број становника је 566, што је 0 (0,0%) становника више него 2000. године.
| Група             | 2000.       | 2010.       |
| Белци             | 533 (94,2%) | 535 (94,5%) |
| Афроамериканци    | 21 (3,7%)   | 17 (3,0%)   |
| Азијати           | 0 (0,0%)    | 1 (0,2%)    |
| Хиспаноамериканци | 3 (0,5%)    | 7 (1,2%)    |
| Укупно            | 566         | 566         |